# Cendrillon
Cendrillon (Cenicienta) es una ópera -calificada de "cuento de hadas"- en cuatro actos, con música de Jules Massenet sobre un libreto francés de Henri Cain. Fue compuesta entre 1894 y 1895, pero no fue estrenada hasta el 24 de mayo de 1899 en la Opéra-Comique de París, en la cumbre de la trayectoria musical de Massenet. Tuvo un éxito inmediato, con cincuenta representaciones en su primera temporada, y es una de las más encantadoras óperas de Massenet. Después de Manon y Werther, es una de las más interpretadas entre sus veinte y cinco óperas, aunque no se ha consolidado como parte del repertorio operístico estándar. El libreto está basado en la versión de Charles Perrault del cuento de hadas La Cenicienta.
El personaje del Príncipe Encantado es un papel travestido, cantado por una Soprano Falcon, o "Soprano de sentimiento", según indica el libreto, una voz de soprano oscura y dramática, característica de la ópera francesa. Este registro vocal contrasta con la escritura de coloratura del hada madrina. El toque del siglo XVIII que reclama un personaje travestido es evocado con unos ingeniosos pastiches de música galante, como el trío para laúd, viola d'amore y flauta que no consigue despertar el interés del melancólico y silencioso Príncipe Encantado al principio del Acto II. Hay un brillante y mundano ballet, una serie de entrées del baile de princesa que no satisfacen el príncipe, que contrasta con el espectral ballet bajo la "luz azulada" en el Acto IV, donde Cain inserta un episodio único de esta Cenicienta, en el que Lucette (como es llamada Cendrillon) y su príncipe son aislados y sometidos a las artes de La Fée (el Hada Madrina). El ingenioso tratamiento de la línea de canto, adaptada al idioma francés, mantiene una atmósfera ligera a lo largo de toda la obra. Los trinos y arpegios de coloratura del Hada Madrina son especialmente mágicos.
Cendrillon se representa poco; en las estadísticas de Operabase Archivado el 14 de mayo de 2017 en Wayback Machine. aparece la n.º 185 de las óperas representadas en 2005-2010, siendo la 22.ª en Francia y la quinta de Massenet, con 16 representaciones en el período.

## Personajes
| Papel                           | Registro vocal | Estreno, 24 de mayo de 1899 (Director: - Alexandre Luigini) |
| ------------------------------- | -------------- | ----------------------------------------------------------- |
| Lucette/Cendrillon (cenicienta) | soprano        | Julia Guiraudon                                             |
| Madame de la Haltière,          | contralto      | Marie-Blanche Deschamps-Jehin                               |
| Le Prince Charmant              | mezzo-soprano  | Émelen                                                      |
| La Fée                          | soprano        | Georgette Bréjean-Gravière                                  |
| Noémie                          | soprano        | Jeanne Tiphaine                                             |
| Dorothée                        | mezzo-soprano  | Jeanne Marié de L'Isle                                      |
| Pandolfe                        | bajo           | Lucien Fugère                                               |
| Le Roi                          | barítono       | Dubosc                                                      |
| Le Doyen de la Faculté          | tenor          | Gourdon                                                     |
| Le Surintendant des plaisirs    | barítono       | Étienne Troy                                                |
| Le Premier Ministre             | bajo           | Gustave Huberdeau                                           |
| 1.er espíritu                   | mezzo-soprano  | Marie Delorn                                                |
| 2º espíritu                     | soprano        | Françoise Oswald                                            |
| 3.er espíritu                   | soprano        | Vilma                                                       |
| 4º espíritu                     | mezzo-soprano  | Stéphane                                                    |
| 5º espíritu                     | soprano        | Craponne                                                    |
| 6º espíritu                     | soprano        | Fouqué                                                      |
| Bailarina                       |                | Jeanne Chasles                                              |

## Argumento

### Acto I
Corto preludio descriptivo de un tiempo legendario. La casa de Madame de la Haltière. Una gran sala con un hogar, los sirvientes corren arriba y abajo, intentando cumplir las confusas órdenes. "¡Qué mujer!" es su grito, pero se detienen un poco, agotados, cuando entra Pandolphe. Sonríe, compasivo, diciéndoles que no se preocupen. Los sirvientes le informan que como dueño él los respeta, pero que la señora, "¡La, la!" es otra historia. Pandolphe se lamenta de haber dejado su vida tranquila en el campo, con su hija, al haberse casado con una mujer con dos hijas horribles que maltratan a Lucette y que han tomado el poder de la casa. Sin embargo, exclama: "¡Algún día conseguiré ser el amo!" Mientras habla, los sirvientes anuncian la llegada de su mujer, quien aparece con sus orgullosas hijas. (Mme. de la Haltière: "Pónganse bien bellas esta noche.") Anuncia a sus hijas que esa noche hay recepción en palacio, y les da instrucciones de cómo debe ser su comportamiento. "El baile es un campo de batalla," manifiesta. "¡No seáis banales ni demasiado originales!" También las hace bailar el minué, con gran ceremonia. (Mme. de la H: "Los gestos deben ser graciosos.") Los siervos, aunque atareados, llevan a los sastres, modistas y peluqueros, los que adornan a las chicas por todo lo alto, y luego se van. Mientras dura su aseo, la madre actúa convulsivamente, pareciendo tan extraña que todos los presentes la miran estupefactos. Aparece Pandolphe, suntuosamente vestido, pero las tres mujeres hacen comentarios irónicos por la indiferencia que les muestra. "¿No encuentra nada agradable que decir ante tanta belleza?" preguntan airadas las hijastras. "La deberíamos callar, está loca," se dice divertido a sí mismo a propósito de su mujer. Todos salen corriendo hacia el baile (Pandolphe: "¡Mi pobre Lucette, me voy!"), Comentando sus próximos triunfos, mientras los sirvientes señalan la fealdad de las chicas. Cenicienta aparece, triste. (Cendrillon: "¡Como son de felices mis hermanas!") Sus hermanas asisten a bailes, y disfrutan de una vida indolente, mientras que ella tiene que trabajar en todo momento. Cendrillon es el pequeño grillo: su lugar es la tierra; mientras las mariposas vuelan envueltas por la luz del sol (sus hermanas). Sentada al lado del hogar, duerme. La música se vuelve suave y dulce, y el Hada Madrina entra. (Hada Madrina: "Dulce chica.") Invoca a los duendes, silfos y gnomos. (Los seis espíritus: "¿Cuál es su deseo?") Les pide que hagan que Cenicienta sea feliz y bonita. (Hada Madrina: "Hagan un vestido de mágico tejido.") (Coro de hadas: "Todos los pajarillos nos prestarán las alas."). A uno de ellos le encarga que haga de cochero, otro de mozo de caballos, otro tiene que hacer un filtro de amor, otro tiene que actuar como paje, y el resto como postillón. Cuando todo está listo, despiertan a Cenicienta, y le informan que ella también irá al baile. De repente se da cuenta de que está magníficamente vestida con una ropa digna de una reina. Entusiasmada se pone a bailar, y admira las bonitas y pequeñas hadas y el lujoso carruaje. El Hada Madrina le advierte que debe abandonar el baile exactamente a medianoche, y le da un zapato de cristal mágicó, que hará que su madrastra y las hermanastras no la reconozcan. Con gran emoción, y con todas las hadas bailando alrededor, Cenicienta corre al baile.

### Acto II
El palacio real. La sala de baile y los jardines están brillantemente iluminados. Hay un corto preludio y cuando se levanta el telón el Príncipe Encantado, único hijo del rey, está escuchando la música de un laúd, tratando de entretenerse. El maestro de ceremonias, seguido por los cortesanos, se acerca, pronunciando cumplidos vacíos y haciendo reverencias obsequiosas. El príncipe ni siquiera se da cuenta de su presencia, y hay un murmullo de disgusto cuando los cortesanos salen. Ahora entra un grupo de sabios, pero el conocimiento tampoco interesa al príncipe, y ni los escucha. Otro grupo, ahora de políticos, recibe el mismo trato. Desalentados abandonan la sala. Suspirando, el príncipe deplora su infelicidad. (Príncipe Encantado: "Iros, dejadme en mi tedio.") Sueña con encontrar una mujer a la que pueda amar con todo su corazón, pero ninguna le gusta. El rey aparece con mucha pompa, con su corte (El rey: "Hijo mío, tienes que obedecer"), y anuncia que las hijas de los nobles principales de su reino desfilarán ante su hijo, y entre todas ellas deberá escoger una como prometida. Estas entran, ricamente engalanadas (Coro: "¡Elige! ¡Toma tu prometida!"), Y con gran ceremonia hacen una reverencia ante el príncipe. Al final del desfile aparece Madame de la Haltière con sus dos hijas, acompañadas por el decano de la facultad, el maestro de ceremonias y el primer ministro. El pobre Pandolphe se queda aparte. (Septet: "Estamos en su presencia.") Madame y sus hijas bailan un rígido minué con los tres funcionarios. Las chicas están nerviosas y olvidan los pasos. En medio de la confusión aparece Cendrillon. El príncipe la mira con deleite, y se produce una expectación general. (Coro: "Mirad la extraordinaria belleza!") La madrastra y sus hijas están enfurecidas, pero gracias al zapato mágico no reconocen Cendrillon. Todo el mundo la señala como su futura reina. Pandolphe está ebrio de admiración. El príncipe se dirige a Cendrillon apasionadamente (Príncipe: "Oh sueño encantador, que viene solo por mí"), preguntándole su nombre. Cendrillon le responde modestamente, "Para ti yo soy la desconocida." (Cendrillon: "Tú lo has dicho, yo soy un sueño", Cendrillon y el Príncipe: "¿Es posible que te pierda?.") El príncipe, cada vez más enamorado, le declara su pasión y las miradas de Cendrillon le indican que es correspondido. En el punto culminante de su felicidad el reloj toca las doce. Cenicienta se va corriendo, dejando el príncipe completamente hechizado, pero el baile continúa y el telón cae.

### Acto III
Al igual que en el Acto I. Entra Cendrillon, sin aliento y excitada. (Cendrillon: "¡Al final he llegado!") Narra su precipitada huida a través de los jardines del palacio, el miedo que ha sentido al pasar junto a las fantasmales estatuas de mármol bajo la luz de la luna, y como ha perdido el mágico zapato de cristal. Piadosamente, pide a su hada madrina que le ayude. Suena el carrillón. Cendrillon, tranquila, se ríe de sus miedos, luego, observando el familiar lugar, compara su miserable estado con su triunfo en el baile. Al escuchar a sus padres que llegan, se esconde en su cuarto.
Los cuatro entran discutiendo. Pandolphe insiste en que la encantadora desconocida es bella, pero las otras no ven nada en ella. (Cuarteto: "¡Es cierto, es cierto!") La madrastra declara que, de hecho, el príncipe ha hecho muy bien en despacharla de mala manera. Pandolphe intenta replicar, pero es cortado por la intervención de su mujer haciendo recuento de sus ilustres ancestros. Las hijas expresan su aprobación, pero Pandolphe, resignado, dice que preferiría ser un plebeyo si con ello tuviera tranquilidad. Entra Cendrillon. "¿Qué os pasa, querido padre?" pregunta gentilmente. Su calma exaspera a las excitadas mujeres, que intentan contar todas a la vez lo que ha pasado en el baile. (Terceto: "Una desconocida, una intrigante.") Pandolphe no puede decir palabra. Cendrillon pregunta qué ha dicho el príncipe cuando la desconocida ha desaparecido tan repentinamente. "Ha dicho que si bien sus ojos lo han engañado al principio, la desconocida era demasiado extraña como para enamorarse". Esa es la irónica respuesta. Cendrillon palidece. Pandolphe ordena a las tres mujeres que salgan. Ellas reaccionan con insultos, y con salvaje histeria se van a su cuarto. Pandolphe intenta consolar a su hija (Pandolphe, Recitativo: "Pobre querida hija mía"; Pandolphe y Cendrillon: "Vamos, abandonemos esta ciudad"), diciendo que ambos abandonarán el país, y volverían a ser felices. Cendrillon se muestra feliz. Juntos, cosecharán flores, escucharán el ruiseñor, ¡y todas las penas se olvidarán! Besándola tiernamente, Pandolphe sale. Cendrillon, sola, medita sobre todo lo que ha sucedido (Cendrillon: "Tengo que irme, pero sola, querido padre"), cavilando sobre las dudas del príncipe hacia ella. Ha soñado con el amor, pero ahora que ha despertado quiere despedirse de todo lo que hasta ahora ha sido su vida: las codornices que ha criado, el ramo de Pascua bendito que adorna la chimenea, y el sillón donde tantas veces ha descansado en brazos de su madre. Llorando, llama a su madre. De repente se escuchan truenos, y Cendrillon se encuentra en medio de la tormenta.
Cambio de escena: el país de las hadas, un hermoso prado lleno de flores; el mar al fondo. Es de noche. (Coro de espíritus: "¡Ah, sombras huidizas!") Entran tres espíritus (terceto: "¡Allí lejos, en la oscuridad!"). Comunican a los demás que han visto una criatura mortal que se acerca. El hada madrina, sentada en la rama de un roble, añade que hay otro mortal, un hermoso joven, que ambos están enamorados pero que ninguno de los dos tiene que ver al otro. (Hada: "No los dejo que se puedan ver.") El príncipe Encantado y Cendrillon vagan por el prado, separados solo por un muro de flores, invisible el uno al otro. Se arrodillan ante un roble. (Dueto, el Príncipe y Cendrillon: "Una pobre alma en pena". "Tú que puedes verlo todo.") El príncipe expresa su perdida felicidad, y Cendrillon suplica al Hada que se la devuelva. Mientras hablan, reconocen cada uno la voz del otro, pero todavía no se pueden ver. El Hada, haciéndose visible ante ellos, mueve su varita mágica y el muro de flores desaparece. Las hadas rodean a los dos enamorados, cantándoles, y arrullados por sus voces, caen en una mágica ensoñación (Coro de espíritus: "Dormid, sueñen").

### Acto IV
Terraza de Cendrillon. Corto preludio en clave de paz y felicidad. Pandolphe se inclina sobre Cendrillon, que duerme. Él la ha encontrado junto a un arroyo, insensible, y la he recogido. De repente ella se despierta, hechizada. Su padre la consuela, y le cuenta que en sueños hablaba del baile del príncipe, de un roble encantado y de un zapato de cristal. "¿Así que todo ha sido un sueño?" pregunta Cendrillon. "Sin duda, hija, estas cosas no han sucedido" es la respuesta. Se oyen voces de chicas en la distancia (Coro: "Abre tu puerta y tu ventana"), saludando la primavera. Gozosamente llaman a Cendrillon, quien responde (Cendrillon: "¡Vuelve la primavera!"). La voz de las chicas desaparece. La madrastra se acerca, y Pandolphe coge a su hija de la mano y ambos huyen. Madame de la Haltière, como de costumbre, entra precipitadamente, seguida de un grupo de criados (Mme. de la H.: "Venid, vamos"). Anuncia que el rey ha enviado a buscar por todas partes la princesa que pueda ser amada por el Príncipe Encantado, pero que cuando después de examinarlas a todas y que ninguna le guste, entonces será el turno de ella y de sus hijas, y seguro que una de estas, con sus atractivos le cautivará. Se siente al heraldo del rey acercándose. Al llegar, la madrastra hace una profunda reverencia y después sale precipitadamente, empujando a diestro y siniestro a los criados. El heraldo anuncia que el príncipe recibirá hoy a las princesas, las cuales deberán probarse un zapato de cristal que la encantadora desconocida perdió en el baile. Cendrillon, que acaba de entrar, oculto a los presentes exclama: "Mi sueño era, pues, verdadero".
Cambio de escena: salón del trono, a mediodía. (Coro: "Hurra, Hurra, el cortejo avanza.") Penetra el cortejo de las princesa, pasando delante del príncipe. El príncipe se muestra triste y ausente, sus ojos están fijos en el zapato de cristal y se encuentra a punto de desvanecerse. Se oye la voz del Hada Madrina. (Coro: "Encantamiento, maravilla.") Pide al príncipe que abra los ojos, y al hacerlo ve a Cendrillon delante de él. Ella le habla dulcemente, y el Hada junta las manos de los dos enamorados. El zapato sólo sirve para ella. Pandolphe abraza con alegría a su hija, y la madrastra, la felicita efusivamente, con afectación: "¡Hija mía!. Mi querida Lucette." Pandolphe, dirigiéndose a la concurrencia declara que todo ha concluido felizmente, y todos están de acuerdo. (Coro: "La función ha concluido!").

## Grabaciones
- 1978 Julius Rudel, dirección de orquesta. Reparto: Frederica von Stade (mezzosoprano) Cendrillon, Nicolai Gedda (tenor) Príncipe Charmant, Jane Berbie (soprano) Madame de la Haltière; Jules Bastin (bajo) Pandolfe; Ruth Welting (soprano) La Fée, Teresa Cahill (soprano) Noémie; Elizabeth Bainbridge (mezzosoprano) Dorothée, Claude Meloni (tenor) Le Roi, La Voix du Heras; Paul Crook (tenor) El Decano de la Faculté; Christian du Plessis (barítono) Le Surintendant diciembre Plaisirs, John Noble (barítono) Le Premier Ministro. Ambrosiano Opera Chorus y la Philharmonia Orchestra. Registrada en la All Saints Church, Londres. Sello: Sony Classical SM2K91178 [dos discos]

- 2011 Bertrand de Billy. Joyce DiDonato, Alice Coote, Eglise Gutierrez, Ewa Podles, Jean-Philippe Lafont, Covent Garden. DVD.